# Fredrik Nyberg
Fredrik Nyberg, né le 23 mars 1969 à Skön, est un ancien skieur alpin suédois.

## Palmarès

### Jeux Olympiques
| Épreuve / Édition | Albertville 1992 | Lillehammer 1994 | Nagano 1998 | Salt Lake City 2002 | Turin 2006 |
| Descente          |                  | 32e              |             | 7e                  |            |
| Super G           | 11e              | 25e              | 10e         | DNF                 |            |
| Slalom Géant      | 8e               | 18e              | 10e         | 13e                 | 5e         |
| Combiné           |                  | 8e               |             |                     |            |

### Championnats du monde
| Épreuve / Édition | Morioka Shizukuishi 1993 | Sierra Nevada 1996 | Sestrière 1997 | Vail 1999 | St-Moritz 2003 | Bormio 2005 |
| Descente          |                          |                    |                | 18e       |                |             |
| Super G           |                          | 12e                | 33e            | 12e       | 23e            |             |
| Slalom Géant      | 14e                      | 7e                 | 10e            | 4e        | 12e            | 9e          |
| Combiné           |                          |                    | 12e            |           |                |             |

### Coupe du monde
- Meilleur classement final: 7e en 1996
- 7 victoires (6 en Slalom Géant et 1 en Super G).

#### Détails des victoires
| Épreuve / Édition | Super G | Slalom Géant        |
| 1990              |         | Veysonnaz           |
| 1991              |         | Mont Hutt           |
| 1994              |         | Kranjska Gora Aspen |
| 1997              |         | Breckenridge        |
| 2001              | Vail    |                     |
| 2002              |         | Kranjska Gora       |